# فتح أباد (صحرا بردسكن)
فتح أباد (بالفارسية: فتح‌آباد) هي قرية تقع في إيران في قسم صحرا الريفي (مقاطعة بردسكن). يقدر عدد سكانها بـ 24 نسمة .